# Montia chamissoi
Montia chamissoi är en källörtsväxtart som först beskrevs av Carl Friedrich von Ledebour och Spreng., och fick sitt nu gällande namn av Edward Lee Greene. Montia chamissoi ingår i släktet källörter, och familjen källörtsväxter. Inga underarter finns listade i Catalogue of Life.